# He-Man
He-Man (IPA: /ˈhiː.mæn/) är en fiktiv rollfigur i berättelserna He-Man and the Masters of the Universe. Han är Prins Adams alter ego och tvillingbror till She-Ra. Figurens namn kommer från ordet he-man på engelska, som används för att beskriva en stark och manlig figur. He-Man och hans vänner försvarar planeten Eternia och Castle Grayskull från Skeletor.

## Biografi
I de illustrerade miniserierna som förpackades med actionfigurerna är He-Man ursprungligen barbarisk. Planeten Eternia har just upplevt stora krig, som förstörde de civilisationer som en gång härskade. Kriget efterlämnade avancerade maskiner och vapen som bara vissa utnämnda känner till. I en tidig version ger Trollkvinnan några av dessa vapen till He-Man. 
Då Filmation utvecklade 1983 års tecknade TV-serie (vilken omfattade 120 avsnitt) hade He-Man ett annat ursprung: Hans riktiga identitet är Prins Adam av Eternia, son till kung Randor och drottning Marlena som lever i palatset i Eternos med bland andra Adam. Marlena var en astronaut från Jorden som åkt vilse och kraschlandat i sin rymdfarkost på Eternia, där hon senare träffat Randor och gift sig med honom. The Sorceress of Castle Grayskull ger Prins Adam möjligheten att höja sitt magiska svärd och ropa: "By the power of Grayskull...I have the power!", han erhåller då en övermänsklig styrka och mod, och går under namnet "He-Man". De ursprungliga figurerna hade två svärd som skulle sättas samman, ett koncept som senare övergavs till andra versioner.
Prins Adams husdjur är den gröna tigern Cringer. Då prins Adam är He-Man, blir Cringer en stor, modig grön tiger vid namn Battle Cat om He-Man riktar sitt magiska svärd mot honom. Battle Cat har sedan dess varit He-Mans kompanjon i strid.
Adam är vän med Teela, adoptivdotter till hans mentor Duncan. Adam och Teela växte upp tillsammans och nu, som Captain of the Guard, anlitas Teela för att skydda prinsen. Hon ser ofta prins Adam som lat då hon inte vet att det han som egentligen är He-Man.   Teela anses vara den enda dottern till Sorceress of Castle Grayskull, Trollkvinnan, och framtida väktare av Castle Grayskull; Trollkvinnan adopterade Teelas då hennes biologiska far dog.
Duncan, även känd som Man-At-Arms, är uppfinnare av teknologi och vapen åt Eternias kungliga familj.
I Castle Grayskull lever Trollkvinnan - Sorceress of Castle Grayskull, som kommunicerar med He-Man via telepati. Hon gav också He-Mans rustning från en ovanlig eternisk mineral kallad korodite, som också ökar hans fysiska styrka.
För att skydda sin familj hemlighåller He-Man sin dubbla identitet, och endast den närmaste vänskapskretsen bestående av: Man-At-Arms, Orko, Cringer, och Trollkvinnan känner till dem; då serien She-Ra: Princess of Power startade utökades detta till Adora/She-Ra och hennes följeslagare Spirit/Swift Wind, Light Hope, Loo-Kee, Madame Razz, och Kowl. I 1983 års TV-serie var det även känt av draken Granamyr, Zodak och i senare avsnitt även The Rainbow Warrior. Det antogs också att drottning Marlene visste det, men detta bekräftades aldrig. I strid ackompanjeras He-Man ofta med vännerna Ram-Man och Stratos. 
Senare visar det sig att Adam har en tvillingsyster, prinsessan Adora, ledare för ett stort uppror mot Hordak på planeten Etheria. Precis som Adam kan Adora använda sitt magiska svärd för att erhålla större styrka och går då under namnet She-Ra, Princess of Power.. He-Man medverkar i flera avsnitt av She-Ra: Princess of Power.
He-Mans huvudfiende är Skeletor. I de tecknade serierna visar sig Skeletors sanna identitet vara prins Keldor, kung Randors yngre bror, vilket skulle göra honom till He-Mans farbror. I filmen He-Man and She-Ra: The Secret of the Sword framkommer det istället att Skeletor är en tidigare lärling till Hordak.
I 1983 års TV-serie lästes He-Mans och prins Adam röst av John Erwin. I 1987 års film: He-Man - universums härskare spelades han av Dolph Lundgren. Gary Chalk läser He-Mans röst i 1989 års TV-serie The New Adventures of He-Man, senare läste han även Man-At-Arms röst i 2003 års TV-serie. Prins Adams röst i 2002 års TV-serie läses av Doug Parker medan He-Mans röst i samma serie läses av Cam Clarke.
Enligt Lou Scheimer, producent av Filmations TV-serie från 1983, kom idén till He-Mans alter ego från Fawcetts DC Comics-seriefigur Captain Marvel, om vilken Filmation redan producerat två TV-serier: Shazam! och The Kid Superpower Hour with Shazam! He-Mans tvillingsyster She-Ra skapades som en kvinnlig spin-off, likt Captain Marvels tvillingsyster Mary Marvel.
1990 försökte Mattel sälja nya MOTU-leksaker, som kallades He-Man och TV-serien The New Adventures of He-Man började sändas, i vilken He-Mans rop lyder "By the Power of Eternia".
2002 gjordes nya försök med nya leksaker, och en TV-serie vid namn He-Man and the Masters of the Universe. Serien återberättar MOTU-berättelsen från början. He-Mans ursprung berättas i ett  90-minutersavsnitt som inleder serien, där prins Adam kallas till Castle Grayskull av Sorceress för att som He-Man bli Eternias beskyddare.Skildringen av He-Man stämde väl med Filmations, även om prins Adam här visade sig vara djärvare och mer ungdomligt energisk än sin motsvarighet från 1980-talet. Den förmedlade bilden av en tonårig pojke som belastas med ansvaret att försvara hela planeten från ondskan. Figuren omformades också för att göra dess hemliga identitet trovärdigare.
2009 försökte man, via de för samlare inriktade nyutgåvan av actionfigurerna under namnet Masters of the Universe Classics, skapa en enda bakgrund genom de olika versionerna, genom biografierna på baksidan av figurernas förpackning . Denna kritiseras dock ofta starkt av många fans, då de inte anser den vara trogen originalens berättelser.

## Actionfigur
Den första actionfiguren släpptes 1981 av Mattel och använde förutom sitt magiska svärd även en stridsyxa och en sköld. 1982 släpptes den igen, nu i ett set med antingen Battle Cat eller fordonet Wind Raider. Figuren släpptes igen 1983, nu med Teela och Ram-Man; och figuren återlanserades 1986 med Jet Sled. Det sistnämnda utgåvan är idag mycket svår att hitta i originalförpackning, vilket gör att den betingar ett högt pris på andrahandsmarknaden. 
1984 släpptes en tredje våg av actionfigurer, en annan variant, den första här hette Battle Armor He-Man, och kunde roteras. Även det magiska svärdet och stridsyxan fanns med. Figuren återlanserades även samma år i ett tvåpack med Battle Armor Skeletor, samt med fordonet Road Ripper. 1986 återlanserades figuren även med Battle Armor Skeletor och Orko.
En annan version släpptes även 1985, Thunder Punch He-Man. Det magiska svärdet och en ny sköld (på vilken svärdet kunde fästas) släpptes samma år. Samma år återlanserades även Battle Armor He-Man med Battle Cat, samt i samlarpack med Man-at-Arms och Man-E-Faces.
1986 släpptes även Flying Fists He-Man. Figurens armar rördes då hans väst snurrades. Ett dubbelpack släpptes senare, med både Flying Fists He-Man och Terror Claws Skeletor.
1988 släpptes slutligen Laser Power He-Man, som kunde drivas med batteri för att få He-Mans magiska svärd att lysa. Lanseringen var begränsad till Italien och Spanien men släpptes även i större varuhus i London, England, Storbritannien. Figurens utseende var inspirerat av 1987 års film.

## He-Man på film
1987 medverkade He-Man i en film producerad av Cannon Films. Han påminde om andra versioner, med vissa olikheter, som att han även använder skjutvapen i vissa scener i stället för sitt karaktäristiska magiska svärd, vilket skapade kontrovers även om vissa av actionfigurerna föreställande He-Man hade skjutvapen. Det nämns heller inget om prins Adam i filmen.

## Styrkor och egenskaper
He-Man karaktäriseras främst av sin styrka. I 1983 års TV-serie var han "universums starkaste man", vilket även står på de tidiga omslagen för actionfiguren, och hans styrka kommer från de magiska krafterna inuti Castle Grayskull. He-Mans styrka behandlas ofta, och skiljer sig något beroende på version. I de första DC-serierna utväxlade han slag med Stålmannen. I ett annat avsnitt lyfta han och kastade själva Castle Grayskull. Typiskt för de flesta versioner är också att han klarar saker som ingen annan seriefigur gör. Avsnitt av 1983 års TV-serie visar honom simma mycket snabbare än vad människan kan. Det är okänt hur länge han kan vara He-Man innan han blir prins Adam igen, men i 2002 års TV-serie visas han överleva två explosioner, vilka han överlever men återförvandlas till prins Adam, vilket visar att även He-Man har en gräns för hur mycket han tål innan hans styrka tar slut.
Hans fysiska krafter är inte begränsade till styrka, han är också snabb och akrobatisk. Detta visas dock inte i filmen, då budgeten inte tillät stuntmän.
He-Man är dock främst fredlig, och använder bara våld då det behövs. Vanligtvis brukar han bara lyfta upp fienden och kasta iväg dem, även om han i 1987 års film och 2002 års TV-serie slåss aggressivare. He-Man är även en ledartyp, främst i 1987 års film där han leder motståndet.
He-Mans huvudsakliga vapen är hans svärd, men han använder även andra vapen, som en laserpistol i filmen. Hans svärd kan slå tillbaka energiblixtrar, både magiska och teknologiska. Ursprungligen var He-Mans huvudvapen en yxa. Hans sele är gjorde av den eterniska mineralen korodite. I 1983 års TV-serie har han även andra förmågor:
- Andas in luft i lungorna och blåsa ut den som en vind, för att slå ut fienden (som Stålmannens super-breath)
- Snurra runt som en tornado, och även flyga korta sträckor ("Evilseed" och "The Shadow of Skeletor")
- Springa snabbt ("The Once" and "Future Duke")
- Skava händerna mot varandra för att omvandla sand till glas "Temple of the Sun"

Han har även andra förmågor, som att laga en brusten kedja genom att enkelt hålla ihop båda ändarna ("Evil-Lyn's Plot"), styra kursen till en av Eternias naturliga satelliter genom att flyga dit i Wind Raider ("Jacob and the Widgets"), och stoppa en av Eternias naturliga satelliter från att kollidera med Eternia ("Eternal Darkness").

## I populärkultur
- I filmen Green Lantern, reciterar figuren Hal Jordan "By the power of Grayskull!" då han försöker komma på orden han måste säga, vilket är samma fras som Adam ropar då han blir He-Man.[20]

### Fotnoter
1. ↑  ”Video: A He-Man for All Seasons”. Time. 7 januari 1985. Arkiverad från originalet den 13 oktober 2010. https://web.archive.org/web/20101013143456/http://www.time.com/time/magazine/article/0,9171,956236,00.html. Läst 8 mars 2010.
2. 1 2  ”Panda director 'for He-Man movie”. BBC News. 30 januari 2009. http://news.bbc.co.uk/1/hi/entertainment/7860384.stm. Läst 24 september 2009.
3. ↑  ”He-man and the Power Sword”. Mattel. 1981. http://www.comicvine.com/masters-of-the-universe-minicomic-he-man-and-the-power-sword/37-122969/. Läst 3 november 2010.
4. ↑  Rob Bricken (11 augusti 2014). ”12 Insane Facts About He-Man and the Masters of the Universe” (på engelska). Gizmodo. https://io9.gizmodo.com/12-insane-facts-about-he-man-and-the-masters-of-the-uni-1619470015. Läst 21 januari 2017.
5. ↑  ”He-Man and the Masters of the Universe - Season One, Volume One”. IGN. http://uk.dvd.ign.com/articles/659/659754p1.html. Läst 17 oktober 2009.
6. ↑  Hart, Hugh (11 augusti 2002). ”Who da man? 'He-Man'”. San Francisco Chronicle. Arkiverad från originalet den 24 april 2010. https://web.archive.org/web/20100424062306/http://articles.sfgate.com/2002-08-11/entertainment/17555624_1_anime-kiki-s-delivery-service-rings/3. Läst 7 mars 2010.
7. ↑  Villarreal, Phil (4 augusti 2006). ”Phil Villarreal's Review: Still a surefire hit with 6-year-olds”. Arizona Daily Star. http://azstarnet.com/entertainment/movies/article_824e5905-7b2a-51c4-98ec-31d523f22db0.html. Läst 20 oktober 2009.
8. ↑  ”Remembering She-Ra and He-Man: Interview with Lou Scheimer”. Animation World Network. http://www.awn.com/articles/people/remembering-ishe-rai-and-ihe-mani-interview-lou-scheimer. Läst 2 oktober 2009.
9. ↑  ”The Best of She-Ra: Princess of Power Review”. IGN.com. http://uk.dvd.ign.com/articles/723/723078p1.html. Läst 2 oktober 2009.
10. ↑  ”Masters Cast - Episode 25”. Masters Cast. http://masterscast.com/?p=46. Läst 14 september 2010.
11. ↑  ”DVD Review: The New Adventures of He-Man - Volume 1”. The Trades. Arkiverad från originalet den 25 oktober 2007. https://web.archive.org/web/20071025124920/http://www.the-trades.com/article.php?id=5082. Läst 15 oktober 2009.
12. ↑  ”DVD Review: The New Adventures of He-Man - Volume 1”. DVD Talk. http://www.dvdtalk.com/reviews/25884/new-adventures-of-he-man-vol-1/. Läst 15 oktober 2009.
13. ↑  Owen, Rob (16 augusti 2002). ”On the Tube: Cartoon Network brings He-Man, the Masters back for 20th anniversary”. Pittsburgh Post-Gazette. http://www.post-gazette.com/tv/20020816owen0816fnp4.asp. Läst 5 mars 2010.
14. ↑  ”He-Man and the Masters of the Universe: The Complete Series (2002) DVD Review”. IGN. http://uk.dvd.ign.com/articles/103/1035438p1.html. Läst 26 juli 2010.
15. ↑  Mowatt, Raoul V (16 augusti 2002). ”Arkiverade kopian”. Chicago Tribune. Arkiverad från originalet den 3 juni 2012. https://web.archive.org/web/20120603124754/http://articles.chicagotribune.com/2002-08-16/features/0208160011_1_he-man-sam-register-cartoon-network. Läst 6 september 2010.
16. ↑  ”He-Man and the Masters of the Universe: Season One, Volume One”. DVD Talk. http://www.dvdtalk.com/reviews/32989/he-man-and-the-masters-of-the-universe-volume-one/. Läst 4 april 2009.
17. ↑  ”Masters of the Universe 2002": The Power Returns, In Style”. Toon Zone. Arkiverad från originalet den 18 januari 2010. https://web.archive.org/web/20100118145342/http://news.toonzone.net/articles/23430/masters-of-the-universe-2002-the-power-returns-in-style. Läst 20 oktober 2009.
18. ↑  ”There's No Disguising That MOTUC Preternia Disguise He-Man Is A Great Action Figure!”. MTV. Arkiverad från originalet den 27 februari 2011. https://web.archive.org/web/20110227202119/http://geek-news.mtv.com/2011/02/24/theres-no-disguising-that-motuc-preternia-disguise-he-man-is-a-great-action-figure/. Läst 28 februari 2011.
19. ↑  ”Arkiverade kopian”. Reuters. 12 april 2010. Arkiverad från originalet den 17 augusti 2023. https://web.archive.org/web/20230817121755/https://www.reuters.com/?edition-redirect=uk. Läst 8 augusti 2010.
20. ↑  ”Green Lantern - The Oath (YouTube)”. http://www.youtube.com/watch?v=gxMT_BQIUCo. Läst 24 juni 2011.